# Сенгеловска баня
Сенгеловската баня (на гръцки: Χαμάμ Άγκιστρο) е средновековна обществена баня, в южномакедонското село Сенгелово (Ангистро), Гърция.
Банята е изградена около 950 година югозападно от сегашното село. Поддържана е и работи като баня. Около нея е изградена модерна баня и хотел.